# Unbowed, Unbent, Unbroken
«Unbowed, Unbent, Unbroken» (Mai doblegat, mai agenollat, mai trencat) és el sisè episodi de la cinquena temporada, el 46è del total, de la sèrie televisiva Game of Thrones de la productora nord-americana HBO. L'episodi va ser escrit per Bryan Cogman i dirigit per Jeremy Podeswa. Es va estrenar el 17 de maig del 2015.
L'episodi va polaritzar l'opinió dels crítics i dels fans pel seu acabament i per la secció de Dorne. Va rebre una classificació global del 59% a Rotten Tomatoes, de molt, la qualificació més baixa mai rebuda per un episodi de Game of Thrones; la qualificació més baixa anterior era del 91% per «The Watchers of the Wall» corresponent a la 4a temporada.

## Argument

### A Braavos
Arya (Maisie Williams) continua la seva formació amb els «Homes sense rostre». Pregunta a la noia abandonada (Faye Marsay) què fan amb els cossos de les persones que moren en el seu temple, però ella li diu que encara no està preparada per saber-ho. Frustrada, Arya li demana de quina manera pot superar el joc de cares i aquesta li insinua que, per poder passar-lo, ha de saber mentir amb convicció. Quan Jaqen H'ghar (Tom Wlaschiha) tracta de provar-la una altra vegada, ella li diu com va arribar a unir-se als homes sense rostre però menteix sobre diversos fets clau. Llavors, Jaqen li diu que no està mentint només a ell, sinó a ella mateixa.
Més tard, un home porta la seva filla malalta al temple perquè pugui morir en pau. Arya hi parla i li explica que ella també havia estat molt malalta temps enrere. Li dona aigua enverinada per posar fi al seu patiment. Després de netejar-li el cos, Arya és conduïda per Jaqen a una càmera sota el temple, on els homes sense rostre emmagatzemen les cares de totes les persones que han allí. Jaqen diu a Arya que encara no està llesta per convertir-se en «ningú», però ella està a punt per convertir-se en «una altra».

### A Dorne
Trystane (Toby Sebastian) i Myrcella (Nell Tiger gratuït) passegen pels dels Jardins de l'Aigua i fan plans per casar-se, la qual cosa preocupa al príncep Doran (Alexander Siddig). Mentrestant, Jaime (Nikolaj Coster-Waldau) i Bronn (Jerome Flynn) es disfressen de guàrdies de Dorne i s'infiltren als jardins. Bronn es desfà de Trystane i Jaime agafa a Myrcella però són envoltats per les Serps de la Sorra: Obara (Keisha Castle-Hughes), Nymeria (Jessica Henwick) i Tyene (Rosabell Laurenti Sellers). Després d'una breu lluita, arriben guàrdies de Dorne, comandats per Areo Hotah (Deobia Oparei) i els arresten. Ellaria Sand (Indira Varma) també és detinguda pel seu paper en l'orquestració de la trama de segrest.

### A l'altre costat del Mar Estret
Jorah (Iain Glen) i Tyrion (Peter Dinklage) continuen fent el seu camí a Meereen a peu. Tyrion li explica a Jorah que se li ha complicat la vida a Ponent després d'haver matat a Tywin Lannister, i també li diu que el seu pare, Jeor Mormont, va ser assassinat al nord. Poc després són capturats per esclavistes que planegen vendre'ls a Volantis. No obstant això, Tyrion aconsegueix convèncer els traficants d'esclaus portar-los a Meereen, ja que Jorah és un consumat guerrer i pot fer guanyar més diners als esclavistes en els pous de lluita que han acabat de reobrir.

### A Port Reial
Petyr Baelish (Aidan Gillen) torna a Port Reial a petició de Cersei, on s'enfronta a Lancel (Eugene Simon) i un grup de pardals. Lancel adverteix Petyr que han purgat Port Reial de tots els vicis, i no toleraran el seu negoci de la prostitució. Petyr es reuneix amb Cersei, que dubta de la seva lleialtat. Ell li assegura que ell és lleial al tron, i li informa que Roose planeja fer casar el seu fill bastard Ramsay amb Sansa Stark, donant-los control sobre el Nord. Cersei s'enfada davant l'aparent traïció dels Bolton però Petyr la convenç perquè li permeti portar els cavallers de la Vall a Hivernplè per destruir tant els Bolton com Stannis, demanant que, a canvi, se'l nomeni Guardià del Nord. Cersei hi està d'acord, però amb la condició que, quan torni, li porti el cap de Sansa.
Mentrestant, Olenna Tyrell (Diana Rigg) arriba a Port Reial en un esforç per alliberar Loras (Finn Jones) de la custòdia dels pardals. Ella adverteix Cersei que les seves accions han posat l'aliança Lannister-Tyrell en perill, encara que Cersei expressa la seva confiança en que no hi haurà prou proves per condemnar Loras. En la santa investigació a Loras, el Pardal Suprem (Jonathan Pryce) interroga tant a Loras com a Margaery (Natalie Dormer), i tots dos neguen que Loras sigui homosexual. Olyvar (Will Tudor) testifica contra Loras i també assenyala que Margaery els havia vist junts al llit. El Pardal Suprem està convençut que hi ha prou evidència per procedir, i ordena l'arrest de Margaery per haver mentit durant la investigació.

### A Hivèrnia
Mentre es prepara per al casament, Myranda (Charlotte Hope) renta els cabells a Sansa (Sophie Turner) i li adverteix sobre els rumors de les coses horribles que ha fet Ramsay (Iwan Rheon) a les seves amants quan s'ha cansat d'elles. Sansa respon que Hivèrnia és casa seva i Myranda no pot espantar-la. Pudent (Alfie Allen) acompanya a Sansa al bosc de déus, on es durà a terme la cerimònia. Sansa casa oficialment amb Ramsay i, de tornada al castell, la viola sobre el llit obligant a Pudent que contempli l'escena.

## Producció

### Guió
El guió d'aquest episodi és obra del productor de la sèrie Bryan Cogman, que ha escrit almenys un episodi de cada temporada de la sèrie. Conté alguns continguts de la novel·la de George R.R. Martin «Festí de Corbs» (Arya II, Gat dels canals i Cersei X) i «Dansa de Dracs» (La nena lletja, Tyrion X i El príncep d'Hivernplè). Elio García considera alguns dels esdeveniments d'aquest episodi «molt diferents de l'original».
Igual que en altres episodis d'aquesta temporada, també s'inclouen continguts i arguments escrits específicament per a l'adaptació televisiva. Myles McNutt de A.V. Club assenyala que això canvia la forma en què els espectadors interpreten les decisions del productor executiu. En descriure la seva opinió sobre la decisió de mostrar Sansa violada per Ramsay en la seva nit de noces (argument diferent al dels llibres), compara l'escena amb una de similar entre Daenerys i Drogo en la primera temporada (que va ser igual en les novel·les): «Tot i que podríem emmarcar els esdeveniments desplaçat de la nit de noces de Dany i Khal Drogo a la llum d'on ens vam conèixer la història de Dany anava, aquí no tenim idea del que això fa a la història de Sansa.» No obstant això, en una altra maneres, l'episodi vira de nou a reservar cànon: «Mentre que la detenció Loras va suggerir l'espectacle estava reemplaçant presumptes coquetejos de Margaery amb la seva homosexualitat, aquí l'espectacle construeix a poc a poc a la detenció de Margaery per mentir en nom del seu germà».

## Audiències i crítica

### Audiències de televisió
«Sons of the Harpy» va ser vist per 6.820.000 espectadors nord-americans durant la seva primera emissió i va rebre una qualificació de 3.6 punts en la franja d'adults de 18-49 anys.

### Crítiques
Aquest episodi va rebre crítiques polaritzades però generalment positives dels crítics. A Rotten Tomatoes, l'episodi va rebre un índex d'aprovació del 62% dels 
crítics amb una qualificació mitjana de 8 sobre 10, el més baix de 
qualsevol episodi de la sèrie. Els crítics van tenir problema amb la
decisió de tenir Ramsay violació Sansa en les seves noces nit. "Aquesta escena ombrívola era difícil per al xou de justificar", diu Charlotte Runcie de The Telegraph. "Sansa
ha estat a través d'un munt ja i l'ús de la violació com el 
desenvolupament del caràcter femení és un clixé de fantasia que pot 
semblar tan fàcilment crassa." Myles McNutt d'AV Club
diu: "El problema amb l'espectacle de tornar a la violació com un trop 
no és simplement perquè no han estat thinkpieces parlar en contra d'ell,
i no respon exclusivament a les preocupacions racionals que menteixen 
al cor d'aquells thinkpieces. També és que l'espectacle ha
perdut la fe com un visor que els escriptors saben com articular les 
conseqüències d'aquesta violació efectiva dins del temps limitat ofert a
cada història […] violacions poden funcionar com a clímax narratius, 
però l'acció ascendent mai ha estat particularment ben dibuixat,
i el desenllaç ha estat inexistent. " Christopher Orr reacciona a 
l'escena amb" Let me taula que per ara i tornar a ell una vegada que el 
meu nàusees ha retrocedit ", per després afegir" Segueixo sorprès que showrunners
Benioff i Weiss encara aparentment creuen que la seva tendència a la 
rampa sobre del sexe, la violència i, sobretot, la violència sexual de 
material font de George RR Martin és una força més que la debilitat 
definitòria de la seva adaptació. Sí, alguns dels millors moments de decapitació la sèrie de Ned Stark, les Noces Vermelles, etc., han estat terriblement violent. Però també han estat sorprenent […] violació de Ramsay de Sansa era exactament el contrari: " 
La
crítica de l'escena s'ha centrat en la pròpia i el seu paper en la 
història i el caràcter d'arc en general i no pren parcel·la en la 
qualitat de l'actuació. Per
exemple, Joanna Robinson de la revista Vanity Fair, diu, "I si podem 
dir una cosa positiva sobre aquesta escena és que Allen va clavar la 
seva actuació. Horror de Theon reflecteix la nostra pròpia i la càmera 
d'enfocament en la seva reacció permeten les nostres ments s'omplen els 
espais en blanc .
Però tan poc com qualsevol de nosaltres volia veure Sansa castigat i 
explotat físicament, era realment important fer aquesta escena sobre el 
dolor de Teó? " Robinson
ha afegit que "aquesta escena violació soscava tota l'agència que ha 
estat creixent a Sansa des del final de la temporada passada. Ella 
estava en l'apogeu del seu poder abans en l'episodi en què, despullat de
tornada a les seves arrels pèl-rojos Tully, es va dir Myranda
en termes inequívocs que Invernalia va anar a casa i ella no anava a 
deixar-se intimidar. […] Jo no advoco perquè Joc de trons (o 
qualsevol obra de ficció) defugir parcel·les nerviós per por de retrocés
 o controvèrsia .
 Però parcel·les nerviós sempre han d'aconseguir una mica per sobre de 
l'excitació pura o valor de xoc i de què, exactament, es va aconseguir 
aquí? 